# B-94 (U-Boot)
B-94 war ein sowjetisches U-Boot der Foxtrot-Klasse. Es wurde 1957 in Leningrad auf Kiel gelegt und im Jahr 1984 ausgemustert.